# Rebecca Ferguson (singer-songwriter)
Rebecca Caroline Ferguson (Liverpool, 21 juli 1986) is een Britse singer-songwriter. Ze werd bekend toen ze tweede werd in het zevende seizoen van The X Factor. Ze sloot een contract met Syco Music en Epic Records in het Verenigd Koninkrijk. Later tekende ze bij Colombia Records in de Verenigde Staten.
Fergusons debuutalbum Heaven verscheen in december 2011 en kwam op nummer 3 in de Britse hitparade terecht. Het behaalde dubbel-platina in Engeland en platina in Ierland. Op het album staan zes singles, waaronder Nothing's Real But Love. Dit nummer deed het goed in heel Europa en bereikte nummer 10 in de UK Singles Chart. Op de luxe-versie van het album staat ook het nummer Backtrack, dat in oktober 2012 op nummer 15 stond. Hierdoor kreeg Ferguson haar tweede top 20-hit.
Fergusons tweede album, Freedom, kwam uit in december 2013. Ook dit album deed het goed en kwam op nummer 6 in het Verenigd Koninkrijk. Ferguson kreeg voor dit album een gouden plaat.

## Muziek

### 2009–10:The X Factor
Rebecca Ferguson heeft voor haar X Factor deelname al eerder deelgenomen aan The X Factor en P. Diddy's Starmaker zonder enig succes. In het zevende deel van X Factor UK zong Ferguson tijdens haar auditie "A Change Is Gonna Come" waarmee ze verder kwam. Bij haar bootcamp auditie zong ze "Like a Star" waarop jurylid Simon Cowell zei "That is a recording voice!" en mede jurylid Nicole Scherzinger zei, "I told you first time I saw her, she is our generation’s songbird". Tijdens latere jurering thuis bij Cheryl Cole samen met Will.i.am zong Ferguson "Fireflies" waardoor ze verder kwam tot de liveshows. Tijdens haar eerste liveshow zong ze "Teardrops", in de tweede liveshow "Feeling Good" en in de derde liveshow zong ze haar versie van "Why Don't You Do Right?". In de vierde liveshow bracht ze "Wicked Game" ten gehore en in de vijfde liveshow ontving Rebecca een staande ovatie van Simon Cowell en Cheryl Cole voor haar uitvoering van "Make You Feel My Love". Ook Dannii Minogue was enthousiast in de volgende liveshow toen ze "Candle in the Wind" zong. In de finale zong Rebecca Ferguson samen met Christina Aguilera de hit single "Beautiful". Fergusons eerste single zou een cover van Duffy's "Distant Dreamer" zijn, maar ze eindigde tweede na Matt Cardle. Na de finale heeft Ferguson getekend bij Syco Music, Epic Records.

## Privéleven
Ferguson is een alleenstaande moeder met drie kinderen.

## Discografie

### Albums
| Album met eventuele hitnotering(en) in de Nederlandse Album Top 100 | Datum van verschijnen | Datum van binnenkomst | Hoogste positie | Aantal weken | Opmerkingen |
| ------------------------------------------------------------------- | --------------------- | --------------------- | --------------- | ------------ | ----------- |
| Heaven                                                              | 19-03-2012            | 21-07-2012            | 6               | 7            |             |

### Singles
| Single met hitnotering(en) in de Vlaamse Ultratop 50 | Datum van verschijnen | Datum van binnenkomst | Hoogste positie | Aantal weken | Opmerkingen |
| ---------------------------------------------------- | --------------------- | --------------------- | --------------- | ------------ | ----------- |
| Nothing's real but love                              | 12-12-2011            | 21-01-2012            | tip74           | -            |             |